# 鲁道夫·霍斯
鲁道夫·弗朗茨·斐迪南·赫斯（德語：Rudolf Franz Ferdinand Höss；1901年11月25日—1947年4月16日），纳粹德国党卫队官员，奥斯威辛集中营指挥官，1947年被波兰法庭判处绞刑。
霍斯是奧斯威辛集中營任職時間最長的指揮官（1940年5月4日至1943年11月及1944年5月8日至1945年1月18日）。他測試並實施希特勒系統性消滅歐洲猶太人的方法，即所謂的「最終解決方案」。在一名下屬卡爾·弗里奇（Karl Fritzsch）的建議下，霍斯在毒氣室使用殺蟲劑齐克隆B，最終導致了超過一百萬人死亡。

## 早年
1901年11月25日，霍斯出生於巴登-巴登中一個嚴格的天主教家庭。他與父母Lina和 Franz Xaver Höss住在一起。霍斯是三個孩子中的長子，也是唯一的兒子。1901年12月11日，他受洗命名為魯道夫·弗朗茨·費迪南德。 霍斯是一個孤獨的孩子，在進入小學之前，沒有同齡的同伴。他所有的交往都是成年人。霍斯在自傳中聲稱，他年輕時曾被羅姆人短暫綁架過。
他的父親是一名前軍官，曾在德屬東非服役，經營一家茶和咖啡生意。他在嚴格的宗教原則和軍事紀律的薰陶下撫養兒子，並決定讓他成為神職人員。霍斯在成長過程中幾乎狂熱地相信責任是道德生活中的核心。在他的早年，家庭生活一直強調罪惡、罪惡感和懺悔。

## 第一次世界大戰
第一次世界大戰開始時，霍斯在軍醫院短暫服役，然後在14歲時被送進了他父親和祖父的老部隊—德國陸軍第21龍騎兵團。15歲時，霍斯隨奧斯曼第六軍團在巴格達、庫特和巴勒斯坦作戰。霍斯在親自見證了亞美尼亞種族滅絕和亞述人種族大屠殺，但他的回憶錄中沒有提及這些事件。駐紮在土耳其期間，他晉升為軍士長，17歲時成為軍隊中最年輕的士官。霍斯曾三次受傷並患有瘧疾，他獲得加里波利之星勳章、一級和二級鐵十字勳章以及其他勳章。霍斯也曾短暫指揮過一支騎兵部隊。當停戰的消息傳到當時霍斯所在的大馬士革時，霍斯和其他一些人不想成為戰俘，於是嘗試一路騎馬回家，途中穿越羅馬尼亞的敵方領土，最終回到了巴伐利亞。

## 加入納粹黨
1918年11月11日康邊停戰協定後，霍斯完成了中學教育，並很快加入了一些新興的民族主義準軍事團體，首先是東普魯士志願軍，然後是波羅的海地區、西里西亞和魯爾地區的德國自由軍團。霍斯參與了西里西亞起義期間針對波蘭人民的武裝恐怖攻擊以及法國占領魯爾地區期間針對法國國民的武裝恐怖攻擊。霍斯在慕尼黑聽完阿道夫·希特勒的演講後，於 1922年加入納粹黨（黨員編號 3240），並放棄與天主教會的關係。
1923年5月31日，霍斯和德國自由軍團成員在梅克倫堡按照農場主管馬丁·鮑曼（後來成為希特勒的私人秘書）的意願，襲擊並打死當地教師瓦爾特·卡多（Walther Kadow）。據信卡多向法國佔領當局通報稱，自由軍團準軍事士兵阿爾伯特·利奧·施拉格特正在對法國補給線進行破壞行動。施拉格特於1923年5月26日被捕並處決；不久之後，霍斯和包括鮑曼在內的幾名同夥對卡多進行了報復。1923年，一名兇手向當地一家報紙供認後，霍斯被捕並作為主犯受審。儘管霍斯後來聲稱實際負責人是另一名男子，但他還是作為該組織的領導者被定罪並判處（於1924年3月15日或1924年3月17日）10年監禁，而鮑曼則被判處一年徒刑。
1928年7月，霍斯遇大赦獲釋，並加入了阿塔曼聯盟（Artaman League），這是一項反城市化運動或回歸土地運動，提倡以農場為基礎的生活方式。1929年8月17日，他與海德薇·亨塞爾（Hedwig Hensel，1908年3月3日—1989年9月15日）結婚，兩人是在阿塔曼聯盟中認識的。1930年至1943年間，他們育有五個孩子：兩個兒子（Klaus和Hans-Jürgen）和三個女兒（Heidetraut、Inge-Brigitt和Annegret）。長女Heidetraut生於1932年；Inge-Brigitt於1933年出生於德國北部的一個農場；么女Annegret於1943年11月出生於奧斯維辛。正是在這段時間，霍斯結識了海因里希·希姆萊。

## 黨衛軍生涯
1934年4月1日，在希姆萊的號召下，霍斯加入了黨衛軍，並於同年調往骷髏總隊。1934年12月，霍斯被分配到达豪集中营，並在那裡擔任區塊領導人。他在達豪集中營的導師是當時的黨衛軍準將特奥多尔·艾克，納粹集中營系統的重組者。1938年，霍斯晉升為黨衛軍上尉，並在薩克森豪森集中營擔任赫爾曼·巴拉諾夫斯基（Hermann Baranowski）的副官。1939年9月15日，他率領行刑隊根據希姆萊的命令，槍殺了耶和華見證人成員奧古斯特·迪克曼（August Dickmann），他是戰爭開始後第一個因良心拒服兵役者，霍斯用手槍射出了一槍殺死他。1939年德國入侵波蘭後，他加入了武裝親衛隊。霍斯表現出色，並被上級推薦擔任進一步的職責和晉升。任期結束時，霍斯擔任囚犯財產管理員。1940年1月18日，身為薩克森豪森集中營的負責人，霍斯命令所有未分配到特定工作的囚犯站在室外，當時溫度僅攝氏-26度，大多數囚犯沒有外套或手套。當街區長老將一些凍僵的囚犯拖到醫務室時，霍斯下令關閉醫務室的門。當天有78名囚犯死亡；晚上則有67人死亡。

### 奧斯維辛集中營

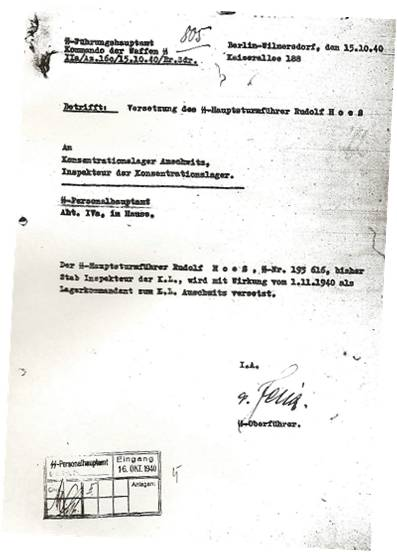
納粹黨高層任命魯道夫·霍斯為奧斯威辛集中營指揮官的文件

霍斯被納粹黨高層派去評估在波蘭西部建立集中營的可行性，該地區是德國佔領上西里西亞省的地區。他的報告導致奧斯威辛集中營的建立，他也被任命為指揮官。奧斯威辛集中營建在奧斯威辛鎮附近的一個奧匈帝國古老軍營周圍。霍斯指揮該集中營三年半，在此期間，他將原來的設施擴建成一個龐大的建築群，稱為奧斯威辛-比克瑙集中營。霍斯奉命“在現有保存完好的建築群中為一萬名囚犯建造一個過渡營”，他在奧斯威辛決心“以不同的方式做事”，並建立一個比達豪集中營和薩克森豪森集中營更有效的集中營。霍斯與妻子和五個孩子住在奧斯威辛集中營附近的一棟別墅。
奧斯維辛集中營最早的囚犯是蘇聯戰俘和波蘭囚犯，其中包括農民和知識分子。大約700人於1940年6月抵達集中營，並被告知他們活不過三個月。在鼎盛時期，奧斯威辛集中營由三個獨立的設施組成：奧斯威辛一號、奧斯威辛二號-比克瑙集中營和奧斯威辛三號-莫諾維茨集中營。奧斯維辛集中營包括許多衛星營地，整個集中營建築群佔地約8,000公頃（20,000英畝），所有居民已搬離。奧斯威辛一號集中營是建築群的行政中心；奧斯威辛二號-比克瑙集中營是發生大屠殺的滅絕營。奧斯威辛三號-莫諾維茲集中營是法本公司的奴隸勞動營。莫諾維茨集中營的主要目的是生產丁腈橡胶（一種合成橡膠）。
奧斯維辛一號集中營（最初的集中營）最臭名昭著的是第11區以及第10區和第11區之間的庭院。高高的石牆和巨大的木門使觀察者無法觀察到納粹黨的暴行。被判死刑的囚犯赤身裸體、被捆綁從11區被帶到庭院後面的死亡之牆。隨後，一名政治部成員用小口徑手槍向囚犯後腦勺開槍，以盡量減少噪音。霍斯還在11區使用了站立式牢房作為懲罰。為了報復一名囚犯越獄，他多次在11區牢房中隨意判處10名囚犯餓死。

### 大屠殺

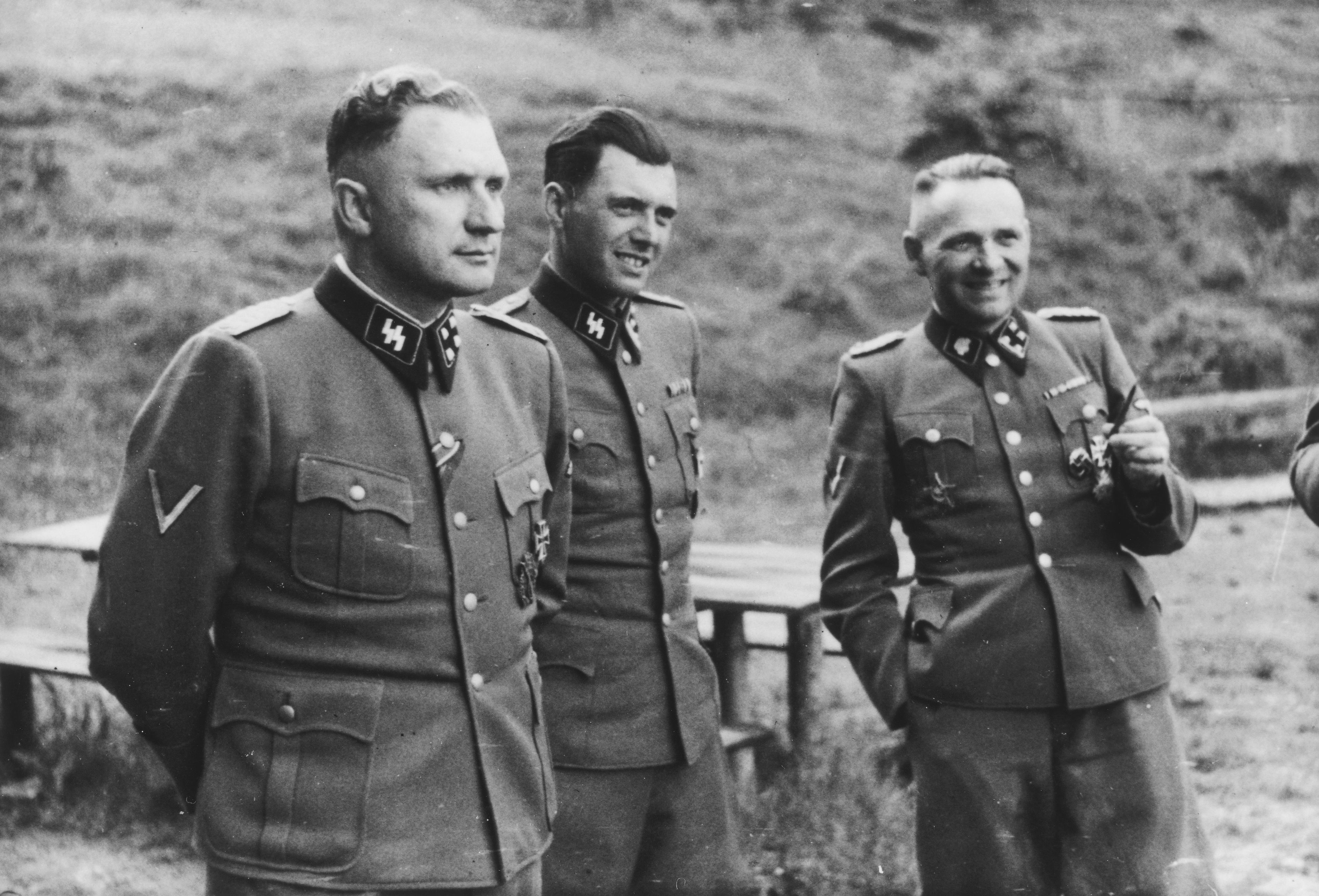
由左至右分別是奧斯威辛集中營第三任指揮官理察·貝爾及奧許維茲集中營醫生約瑟夫·門格勒與魯道夫·霍斯

根據霍斯的審判時的證詞，1941年6月，他被傳喚到柏林與希姆萊會面，「接受私人命令」。希姆萊告訴霍斯，希特勒已經下達了「最終解決方案」的命令。根據霍斯的說法，希姆萊選擇奧斯威辛集中營來消滅歐洲的猶太人，「因為這裡交通便利，而且場地廣闊，為隔離的措施提供了空間」。希姆萊將該項目描述為“帝國秘密事務”，並告訴霍斯不要與黨衛軍大隊長理查德·格吕克斯（親衛隊集團領袖管理納粹集中營系統負責人）談論此事。霍斯表示，「任何人都不得談論這些事情，每個人都保證要保守秘密」。直到1942年底，他才告訴妻子奧斯維辛集中營的目的，因為她已經從弗里茨·布拉赫特得知了此事。希姆萊告訴霍斯，他將從阿道夫·艾希曼那裡收到所有行動命令，艾希曼在四週後抵達奧斯威辛集中營。
1941年9月3日，霍斯開始測試和完善大規模謀殺技術。他的實驗使奧斯威辛成為「最終解決方案」最有效的殺人工具和大屠殺最有力的象徵。根據霍斯描述，在標準的集中營運作過程中，每天都會有兩到三列火車抵達，每列載有2,000名囚犯，持續四到六週。囚犯在比克瑙集中營被卸下並接受“挑選”，通常是由黨衛軍醫務人員進行。男人和女人分開，只有那些被認為適合納粹奴役的人才被允許生存。老人、體弱者、兒童、帶小孩的母親被直接送進毒氣室。那些適合勞動的人被押往比克瑙或奧斯維辛集中營之一的軍營，被脫光衣服，剃光所有頭髮，噴灑消毒劑，並紋上囚犯號碼。起初，小型毒氣室位於樹林深處以避免被人發現。後來，納粹黨在比克瑙建造了四個大型毒氣室和火葬場，以提高殺戮效率，並處理大量的屍體。
霍斯嘗試了各種毒氣。根據艾希曼在1961年的審判證詞，霍斯告訴他，他早期使用浸泡在硫酸中的棉質過濾器進行殺戮。1941年，霍斯的副手卡爾·弗里奇在一群俄羅斯囚犯身上測試了氰化氫（氫氰酸），該氰化氫是由殺蟲劑齊克隆B所產生的。他說受害者需要3-15分鐘才會死亡，「我們知道人們何時死亡，因為他們停止了尖叫。」戰後在紐倫堡接受采訪時，霍斯評論道，在觀察到囚犯被齊克隆B殺死後，「這次毒氣試驗讓我安心了，因為對猶太人的種族滅絕很快就要開始了」。
1942年，霍斯與奧斯維辛集中營的一名政治犯發生性關係，該犯名叫埃萊奧諾·霍迪斯（或諾拉·馬塔利亞諾-霍迪斯Nora Mattaliano-Hodys）。這名婦女因此懷孕，並被關在一個站立式拘留室。1943年，她被釋放後，在集中營醫院進行了墮胎手術。根據她後來的證詞，她勉強逃脫了被殺害的命運。這些事件可能導致霍斯於1943年被指揮部召回。黨衛軍法官格奧爾格·康拉德·摩根和他的助手維貝克（Wiebeck）於1944年調查了此案，採訪了霍迪斯與霍斯，並打算對霍斯提起訴訟，但該案最終被駁回。摩根、維貝克和霍迪斯在戰後曾為此事件作證。
1943年11月10日，阿瑟·里貝漢徹中校與霍斯的職位對調，霍斯接任親衛隊經濟行政本部辦公室D組的DI負責人；他也擔任理查德·格呂克斯領導下的集中營副監察員。

### 霍斯行動
1944年5月8日，霍斯返回奧斯維辛集中營，執行霍斯行動，該行動在56天內將430,000名匈牙利猶太人運送到集中營並殺害。即使霍斯擴建的設施也無法處理大量受害者的屍體，營地工作人員不得不在露天坑洞中焚燒數千具屍體。光是5月和6月，每天就有近10,000名猶太人被毒氣殺害。由於人數超過了毒氣室和火葬場的容量，因此建立了大規模的坑式處決。猶太人被迫脫光衣服，然後被特遣隊帶到一個隱藏的火坑，接著被黨衛軍射殺，最後被丟進火裡。

### 拉文斯布吕克集中营
霍斯的最後一次任職是在拉文斯布吕克集中营。1944年11月，他與住在附近的家人搬到了那裡。毒氣室建成後，霍斯進行殺害猶太人行動，造成2,000多名女囚犯死亡。

## 被捕與處死

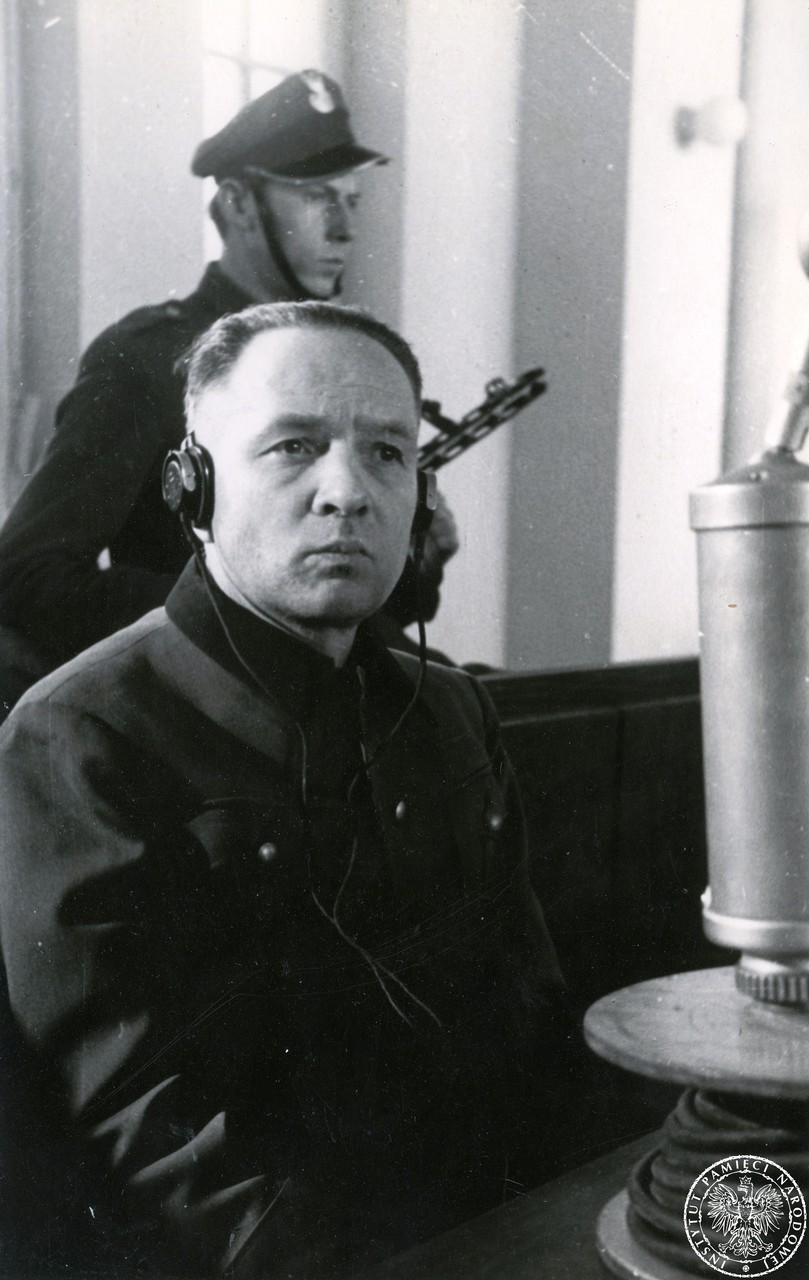
霍斯於1946年受審

在戰爭結束前的最後幾天，希姆萊建議霍斯偽裝成德國海軍成員。霍斯化名為“弗朗茨·朗”，從事園丁工作，與家人一起住在石勒苏益格-荷尔斯泰因州戈特魯佩爾（Gottrupel），躲避追捕將近一年之久。德國猶太人漢斯·亞歷山大是為英國政府「頭號戰爭罪行調查組」工作的納粹獵手，他於1946年成功地找到了霍斯。亞歷山大當時是皇家先鋒隊的上尉，他與一群英國士兵（其中許多人也是猶太人）一起前往霍斯的住所。亞歷山大的手下審問霍斯的女兒布麗吉特以獲取信息，但沒有成功。根據布麗吉特的說法，士兵們隨後開始毆打她的兄弟克勞斯，導致霍斯的妻子供出霍斯的躲藏之處。跟據亞歷山大的說法，霍斯被士兵發現後試圖咬破一顆氰化物藥丸自殺。霍斯最初否認自己的身份，「堅持自己是一名卑微的園丁，但亞歷山大看到了他的結婚戒指，並命令霍斯將其摘下，並威脅說如果他不這樣做，就砍掉他的手指。亞歷山大發現戒指裡面刻著霍斯的名字。陪同亞歷山大的士兵開始用斧柄毆打霍斯。過了一會兒，通過一場小型的內部爭辯後，亞歷山大成功制止他們。」
1946年4月15日，霍斯在紐倫堡國際軍事法庭上作證，詳細敘述了自己的罪行。恩斯特·卡爾滕布倫納的律師庫爾特·考夫曼（Kurt Kauffman）傳喚霍斯作為辯護證人。霍斯證詞的筆錄後來在紐倫堡第四次軍事審判上作為證據，這次審判主要被告為奥斯瓦尔德·波尔，所以也被稱為波爾審判。霍斯在紐倫堡被監禁期間所做的宣誓書也被用於波爾審判和法本公司審判。
1946年4月5日，霍斯在紐倫堡所做的宣誓書中指出：
我指揮奧斯維辛集中營直到1943年12月1日為止，估計至少有2,500,000人被毒氣和焚燒處死，另外至少有50萬人死於飢餓和疾病，總共約有3,000,000人死亡。約佔所有被送往奧斯威辛集中營囚犯的70%或80%，其餘則被挑選為集中營的奴隸勞工。被處決和燒死的人包括大約 20,000名俄羅斯戰俘（之前被蓋世太保從戰俘籠中篩選出來），這些戰俘被正規國防軍官兵駕駛的國防軍運輸車運送到奧斯威辛集中營。其餘受害者包括約10萬德國猶太人以及荷蘭、法國、比利時、波蘭、匈牙利、捷克斯洛伐克、希臘或其他國家的大量公民（主要是猶太人）。1944年夏天，我們僅在奧斯威辛集中營就處決了約40萬匈牙利猶太人。
當被霍斯指控謀殺了350萬人時，他回答說：「不對。只有250萬人，其餘的人死於疾病和飢餓。」
美國軍方心理學家古斯塔夫·吉爾伯特（Gustave Gilbert）在霍斯出庭作證的紐倫堡審判期間與他進行討論後，寫道：
在所有的討論中，霍斯都表現得實事求是且冷漠，對他的罪行的嚴重性表現出一些遲來的反應，給人的印象是如果沒有人問他，他永遠不會想到這一點。他太冷漠了，沒有表現出任何悔恨，甚至被絞死的可能也沒有讓他產生過多的壓力。他給人的整體印像是一個智力正常的人，但具有精神分裂的冷漠、麻木不仁且缺乏同理心，表現得比思覺失調還要極端不過了。
1946年5月25日，霍斯被移交給波蘭當局，波蘭最高國家法庭以謀殺罪對他進行審判。霍斯在克拉科夫撰寫的關於奧斯威辛集中營最終解決方案的文章中，修改了先前提出的死亡人數：「我自己從來不知道死亡人數，也沒有任何東西可以幫助我做出估計。我只記得艾希曼或他的副手向我複述過的較大行動中涉及的人數，包含來自上西里西亞和總督府250,000人、德國和特萊西恩施塔特100,000人、荷蘭95,000人、比利時20,000人法國110,000人、希臘65,000人、匈牙利400,000人、斯洛伐克90,000人，總計1,130,000人。我已經記不清較小行動的數字了，但與上面提出的數字相比，它們微不足道。我認為250萬太多了，即使是奧斯威辛集中營的破壞能力也有限。」
對霍斯的審判從1947年3月11日持續到29日。1947年4月2日，霍斯被判處絞刑。判決於4月16日在前奧斯威辛一號集中營的火葬場附近執行。
霍斯在等待處決期間寫下了自傳；該書首先於1951年以波蘭語譯本出版，隨後於1956年以德文原版出版，由馬丁·布羅薩特（Martin Broszat） 編輯。後來霍斯自傳以英文版本出版，內容由兩部分組成，第一部分是關於他的私生活，第二部分是關於他所認識的黨衛軍成員，主要是海因里希·希姆萊和西奧多·艾克等人。霍斯指責他的下屬和囚監虐待囚犯。他聲稱，儘管盡了最大努力，但仍無法阻止虐待。霍斯也表示，他從不殘忍，也從未虐待過任何囚犯。霍斯指責希特勒和希姆萊「錯誤地甚至犯罪地」使用權力。霍斯將自己視為「…第三帝國創造的大屠殺機器上的一個齒輪」。
在被處決前不久，霍斯重回天主教會。1947年4月10日，他接受了神父波蘭耶穌會長的苦修聖禮。第二天，同一位神父為他主持了聖餐禮。
1947年4月16日，霍斯被絞死。因应前集中營囚犯的要求，霍斯在奧斯威辛集中營原本蓋世太保營區裡專門建造的短絞刑架上被絞死。在行刑时約有100名證人在場，其中包括前囚犯和波蘭政府的多位高級官員。对霍斯的行刑是波蘭最後一次执行公開處決。

## 家庭
1929年8月17日，魯道夫·霍斯與海德薇·亨塞爾（Hedwig Hensel，1908年3月3日—1989年9月15日）結婚，育有五名子女：
- 克勞斯·霍斯（Klaus Höss）：出生於1930年2月6日，1980年代在澳洲去世[18]。
- Heidetraud Höss：出生於1932年4月9日，去世於2020年之前[61]。
- 布麗吉特·霍斯（Inge-Brigitt Höss）：出生於1933年8月18日[62]。
- 漢斯-尤爾根·霍斯（Hans-Jürgen Höss）：出生於1937年5月。
- 安妮格雷特·霍斯（Annegret Höss）：出生於1943年11月7日。

1947年4月11日，魯道夫·霍斯寫給妻子的訣別信中提到：
根據目前所知，我今天可以清楚地、嚴厲地和痛苦地了解，我如此堅定不移地相信的關於世界的整個意識形態是建立在完全錯誤的前提上的，有一天必定徹底崩潰。因此，儘管我堅信這個想法是正確的，但我為這種意識形態服務的行為是完全錯誤的。現在，很合乎邏輯的是，我內心產生了強烈的懷疑，懷疑我放棄對上帝的信仰是否是基於完全錯誤的前提。這是一場艱苦的掙扎，但是我再次找到了對上帝的信仰。

## 相关
- 2023年电影《利益区域》

## 外部連結
- 维基共享资源上的相關多媒體資源：鲁道夫·霍斯